# 바이모달 트램

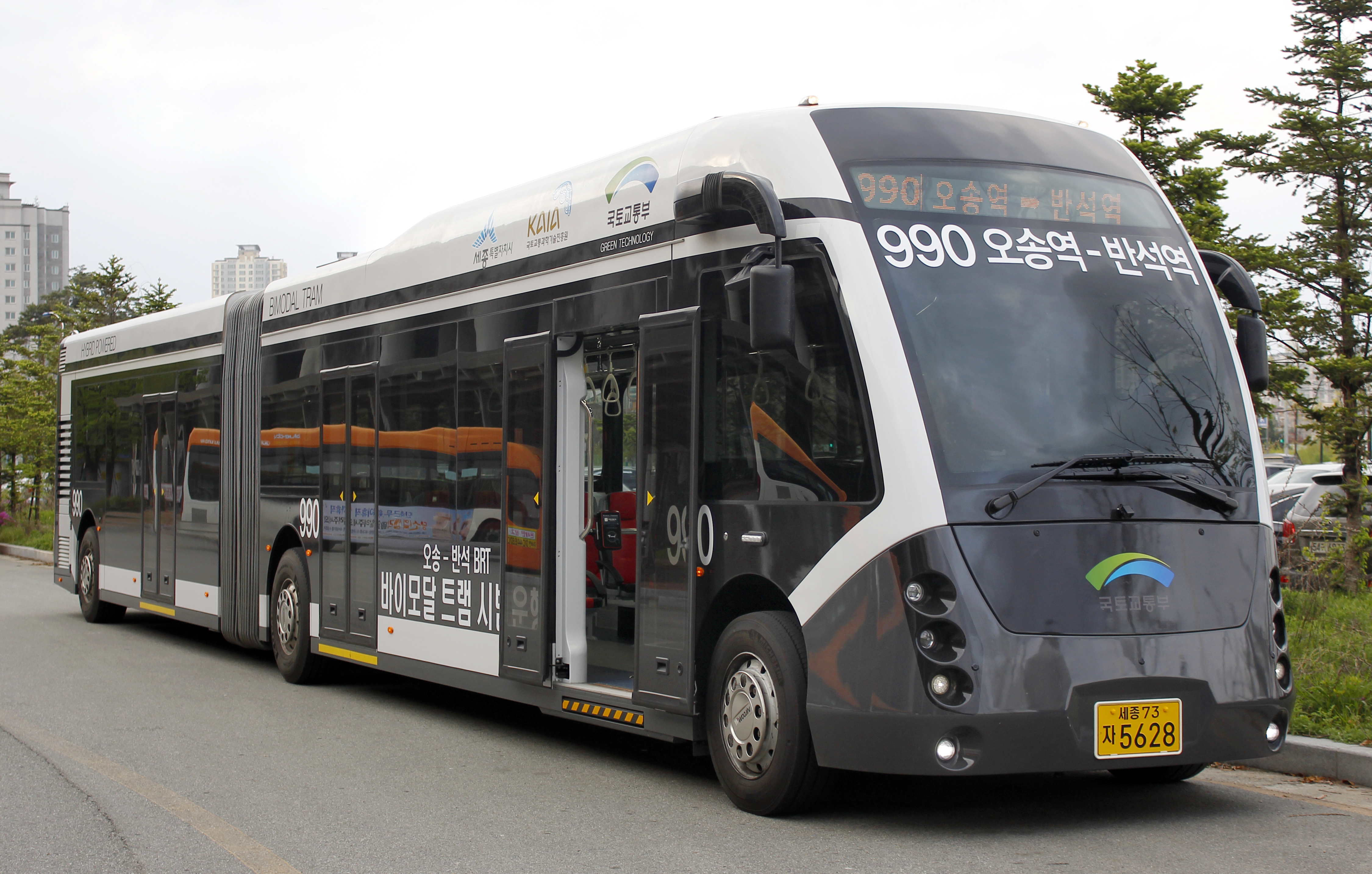
우진산전에서 제작한 2세대 바이모달 트램

바이모달 트램(Bi-modality Tram)은 유도버스의 일종으로 자기유도로 자동 조향이 되는 굴절버스로서 버스처럼 일반 도로를 달릴 수 있고 지하철처럼 전용 궤도에서 자동 운전이 가능한, 즉 두 가지 모드에서 모두 달릴 수 있는 대중교통수단이다. 수송능력은 버스와 경량전철의 중간규모인 2천～5천명/방향․시간 정도로서, 30～50만 인구 도시의 주요 간선교통이나 도시 간 연계교통 수단으로 적합하다. 또한 건설비도 2～44억 원/km로 저렴하며, 1～2년 이내에 시스템설치가 가능하고 일반도로를 이용할 수 있으므로 유연한 노선선정이 가능하다. 바이모달 트램은 지하에 매설돼 있는 자석이 레일 역할을 하기 때문에 겉으로 봐선 전용 차선을 달리는 기존 버스와 별 차이가 없다.
한국철도기술연구원에서 2003년부터 산학연 공동으로 바이모달 트램을 개발을 착수하였다. 2005년 11월 3일 필리어스 시스템(Phileas System)의 원천기술을 보유한 네덜란드 APTS(Advanced Public Transport Systems)와 라이센스 및 기술이전계약을 체결하여 2009년 2월 제작이 완료돼 공장 시운전시험하였으며, 2009년 7월 7일 경남 밀양에 시험선을 완공하였다. 시험선은 2량 1편성으로 설치되었으며 디젤을 연료로 사용한다. 차량은 초저상차량으로 설계되어 서울시에서 운행했던 굴절버스와 유사한 형태이다.
초기엔 일반도로-수동운전으로 운영을 시작하고 단계적으로 예산 및 필요에 따라 전용궤도-자동운전으로 서비스 수준과 수송량을 향상시킬 수 있다.

## 국가별 바이모달 트램

### 대한민국에서의 바이모달트램

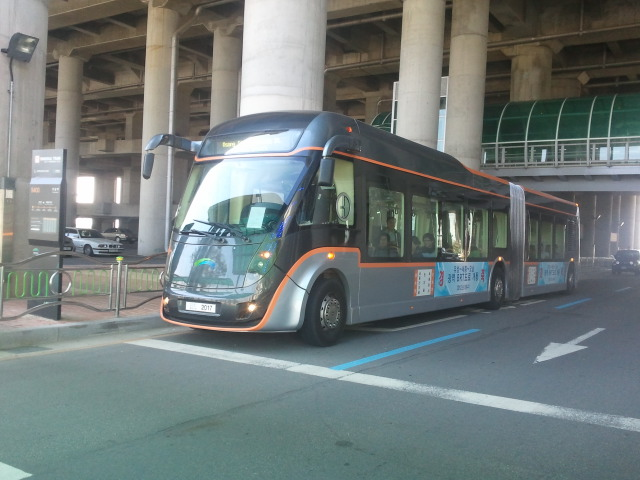
세종특별자치시에서 시범 운행중인 한국화이바 제작 1세대 BRT 차량

2012년에 세종특별자치시에서 오송역 ~ 정부세종청사 ~ 반석역으로 시범운행을 하였으나 운영 효율로 인하여 검토 대상에서 탈락하였다. 그러나 2016년 3월부터 개선된 차량으로 오송역 ~ 정부세종청사 ~ 반석역 구간에 시범운행을 재실시하고 있다. 인천시는 송도국제도시부터 청라지구까지의 20.1km 구간에 2020년까지 바이모달트램을 설치할 계획이 있다고 밝혔다.드디어
2018년 4월 21일에 송도국제도시부터 청라지구까지 시범 운행 한다고 밝혔다 한편 국내에선 2012년 여수엑스포 행사기간 동안 짧은 구역을 바이모달 트램과 무가선트램을 이용하여 실제 승객 운용을 하였다. 이후 여수시 만성리부터 오동도까지 행사 종료 이후에도 계속 운용할 계획이었으나 비효율성을 이유로 엑스포 행사 종료후 트램 운용을 중단하였다.

### 네덜란드 필리어스 시스템(Phileas System)
네덜란드 ATPS에서 개발한 신교통수단으로 정해진 경로의 지상에 자석을 설치하고 차량이 자석에 유도되어 운행되는 시스템이며, 자석이 설치되지 않은 곳에 버스처럼 운행하는 시스템이다.
2010년 현재 네덜란드 에인트호번에 2개 노선 15km이 설치되어 운행중이며, 프랑스 두에(Douai) 역시 1개 노선 12km이 설치되어 운행했던 적이 있다. 두에시는 총연장을 34km까지 늘리기로 하고 공사 중에 있다.
필리어스(Phileas)의 어원은 쥘 베른의 소설 80일간의 세계 일주의 주인공(필리어스 포그) 이름에서 따왔다.

## 같이 보기
- 경전철
- 신교통 시스템
- 도시 철도
- 간선급행버스체계(BRT)
- 노면전차
- 유도버스(Guided Bus)